# Morris Hood III
Morris Hood III (* 21. Mai 1965; † 12. Mai 2020) war ein US-amerikanischer Politiker der Demokratischen Partei. Er war sowohl Abgeordneter im Repräsentantenhaus von Michigan wie auch anschließend Senator im Senat von Michigan.

## Leben
Morris Hood entstammte einer politisch aktiven Familie. Sein Großvater Morris Hood Sr. war in den 1950ern und 1960ern politisch aktiv, sein Vater Morris Hood Jr. war bis zu seinem Tod 1998 Mitglied des Repräsentantenhauses von Michigan.
Hood begann seine Karriere als Arbeiter in einer Motorenfabrik in Dearborn. Hier war er gewerkschaftlich aktiv und wurde inspiriert, sich zur Wahl für das Repräsentantenhaus Michigans aufzustellen. Er war von 2003 bis 2008 Mitglied des Repräsentantenhauses. Unter anderem war er Vorsitzender des Joint Capital Outlay Committee. Er war dann von 2011 bis 2018 Senator und vertrat den 3. Distrikt (Nordwest-Detroit, Dearborn und Melvindale) im Senat seines Bundesstaates. Er war als Parlamentarier bekannt dafür, dass er hitzige Debatten versachlichen und abkühlen konnte.
Er arbeitete schließlich für die Verwaltung des Wayne County. Er starb im Alter von 54 Jahren an den Folgen von COVID-19.